# Zaki al-Arsuzi

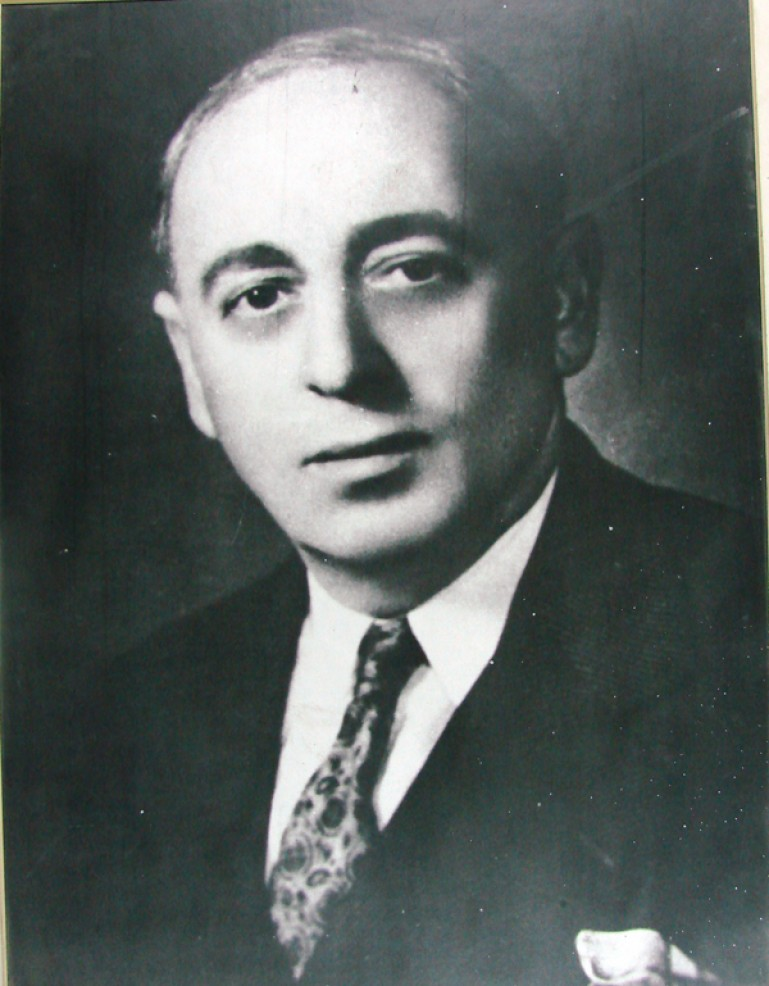

Zaki al-Arsuzi (ur. 1908 w Antiochii, zm. 2 lipca 1968 w Damaszku) – syryjski filozof, filolog i nauczyciel, ideolog arabskiego nacjonalizmu i panarabizmu, jeden z twórców partii Baas.

## Życiorys

### Wczesna działalność
Pochodził z zamożnej alawickiej rodziny z Antiochii. Ukończył studia filozoficzne na Sorbonie w 1931, po czym wrócił do rodzinnego miasta i podjął pracę w charakterze nauczyciela w szkole średniej. W czasie pobytu we Francji stał się zagorzałym frankofilem, zafascynowanym francuską kulturą, zwłaszcza malarstwem i poezją. Po powrocie do Syrii starał się krzewić te zainteresowania, spotkał się jednak z negatywną reakcją francuskich władz mandatowych. Szczególnie nieprzychylnie odbierane było przekazywanie przez niego podczas szkolnych zajęć wiedzy o rewolucji francuskiej i jej ideach. Doświadczenia te sprawiły, że al-Arsuzi zmienił stosunek do Francuzów i stał się zwolennikiem arabskiego nacjonalizmu.

### Działacz ruchu arabskiego
W sierpniu 1933 razem z grupą ok. 50 sympatyków idei nacjonalizmu arabskiego utworzył w Karnail (na terenie obecnego Libanu) Ligę Akcji Narodowej, która postawiła sobie za cel zakończenie rządów Europejczyków na terytoriach zamieszkiwanych przez Arabów. Była to jedyna w ówczesnym mandacie Syrii i Libanu organizacja polityczna o programie panarabskim, w której nie dominowali przedstawiciele tradycyjnej elity (kupcy i posiadacze ziemscy). W Lidze Akcji Narodowej znaleźli się nauczyciele, prawnicy i urzędnicy, którzy odebrali wykształcenie w Europie lub w Stanach Zjednoczonych i byli zdecydowali zwalczać francuską obecność w Syrii. Zaki al-Arsuzi kierował antiocheńskim oddziałem organizacji przez siedem lat, jednak po 1935, gdy zmarł pierwszy przywódca Ligi Abd ar-Razzak ad-Dandaszi, grupa znacznie ograniczyła skalę swoich działań. Jedynie w 1939 al-Arsuzi zorganizował w Antiochii marsze protestu przeciwko przekazaniu Turcji sandżaku Aleksandretty, na terenie którego znajdowało się miasto. Władze francuskie nie zareagowały na te protesty, zaś al-Arsuzi musiał uciekać z Antiochii. Zamieszkał w Iraku, gdzie na nowo podjął pracę nauczyciela. Następnie wrócił do Damaszku i pracował jako nauczyciel filozofii w różnych szkołach średnich.

### Ideolog baasizmu
W okresie pobytu w Damaszku al-Arsuzi zaczął publicznie prezentować program przekształcenia Republiki Syryjskiej w państwo socjalistyczne, świeckie i bezklasowe, zaś w dalszej perspektywie domagał się budowy jednego państwa wszystkich Arabów, w pełni niezależne od wpływów europejskich. Z powodu głoszenia tych poglądów został pozbawiony prawa do pracy w szkole, a francuska policja kilkakrotnie zmuszała go do przeprowadzki. Widząc brak szerokiego odzewu na głoszone hasła, w ostatnich latach II wojny światowej al-Arsuzi niemal całkowicie zarzucił agitację polityczną i podjął prywatne studia nad językiem arabskim, zwłaszcza nad zagadnieniami rdzeni i słowotwórstwa. Ich rezultaty opublikował w pracy Geniusz arabski w języku.
Podobne postulaty polityczne przedstawiali niezależnie od niego inni nauczyciele, Michel Aflak i Salah ad-Din al-Bitar, którym al-Arsuzi zarzucał następnie kradzież swojego programu politycznego. Ostatecznie trzej ideolodzy doszli do porozumienia; al-Arsuzi brał udział w tworzeniu socjalistycznej i panarabskiej partii Baas, która kształtowała się w latach 40. XX wieku. W kolejnej dekadzie al-Arsuzi i jego idee stawały się coraz bardziej popularne w kręgach młodej, coraz silniej lewicującej inteligencji syryjskiej oraz w armii. Z czasem głoszona przez niego wersja baasizmu stała się znacznie radykalniejsza od tej przedstawianej przez Aflaka i al-Bitara. Al-Arsuzi nie godził się na żadne ustępstwa ani w zakresie polityki gospodarczej przyszłego państwa arabskiego, ani na częściową rezygnację z haseł jedności arabskiej.
Po zamachu stanu w Syrii w marcu 1963, przeprowadzonym przez grupę wojskowych związanych z partią Baas, głównym ideologiem nowego państwa został ogłoszony znacznie popularniejszy Aflak, przeciwko czemu al-Arsuzi nie oponował. De facto w nowej elicie władzy byli jednak ludzie, którzy hołdowali jego radykalnej wersji baasizmu, a nie złagodzonemu programowi Aflaka, m.in. Salah Dżadid i Hafiz al-Asad, który dołączył do partii Baas pod osobistym wpływem ucznia al-Arsuziego Wahiba al-Hamina. Kiedy radykalne skrzydło partii dokonało w 1966 kolejnego przewrotu, Aflak musiał opuścić kraj, zaś al-Arsuziego ogłoszono prawdziwym twórcą baasizmu. Do śmierci w 1968 al-Arsuzi cieszył się szacunkiem całej syryjskiej elity rządzącej i pobierał specjalną państwową emeryturę. W 1971 Hafiz al-Asad ogłosił go jednym z największych Syryjczyków w historii.

## Dorobek naukowy
Al-Arsuzi opublikował szereg prac o tematyce historycznej, filologicznej i politycznej, z których największe znaczenie miały Świat arabski i Nasze problemy narodowe wydane w 1958 w Damaszku.